# Nationaal Historisch Museum (Moskou)

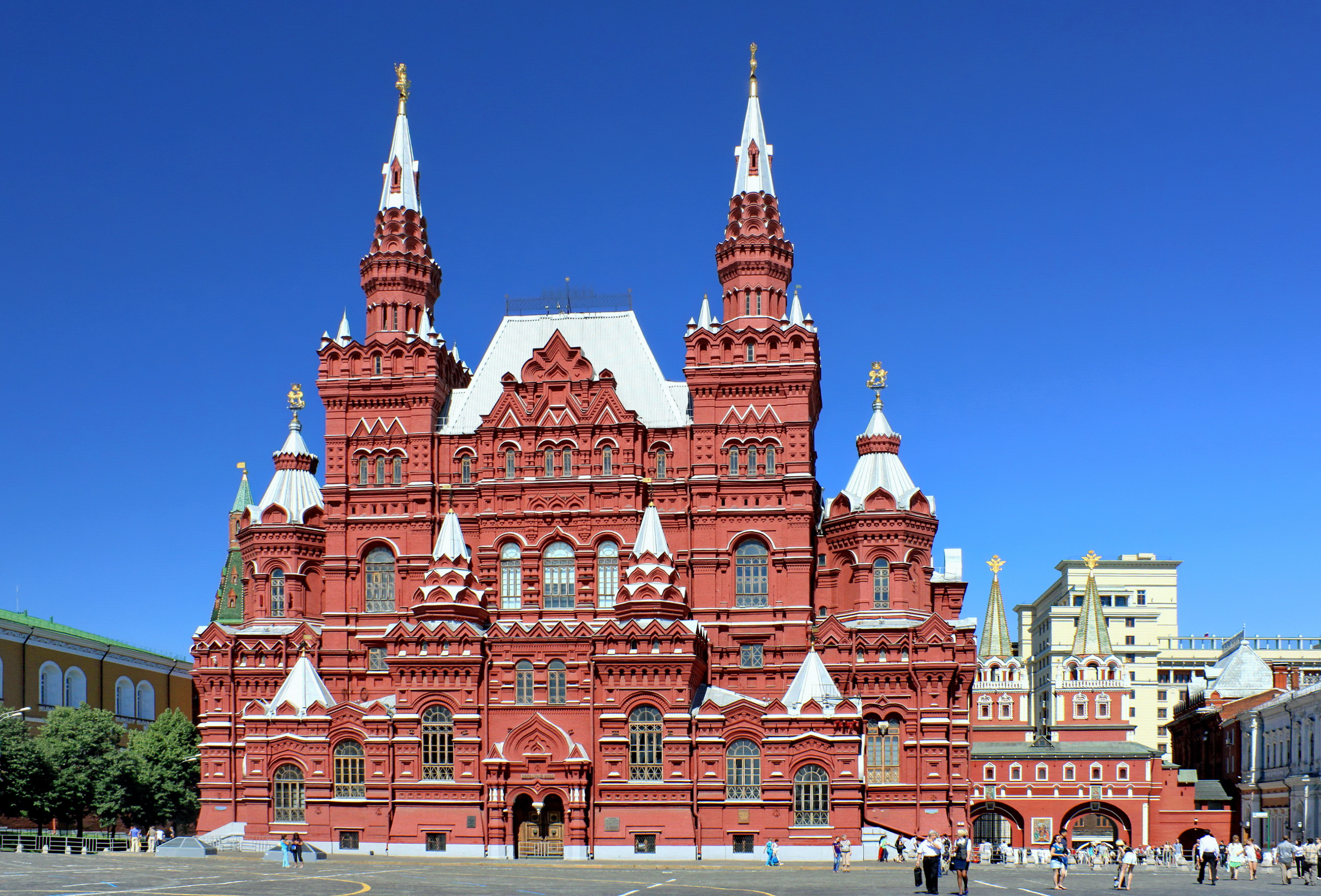
Het Nationaal Historisch Museum gezien vanaf het Rode Plein

Het Nationaal Historisch Museum van Rusland (Russisch: Государственный Исторический музей) is een aan de Russische geschiedenis gewijd museum aan het Rode Plein in Moskou. De collectie van het museum bestaat uit miljoenen objecten, variërend van voorwerpen gemaakt door prehistorische stammen die ooit het huidige Rusland bewoonden tot waardevolle kunstwerken uit het bezit van de tsarenfamilie Romanov.
Het museum werd gesticht in 1872 door Ivan Zabelin, Aleksej Oevarov en enkele andere slavofielen die het nationale bewustzijn van de Russen wilden vergroten door middel van kennis van hun geschiedenis. Er werd een prijsvraag voor het ontwerp van het museumgebouw uitgeschreven, die werd gewonnen door Vladimir Osipovitsj Sjervoed (Sherwood). De architect schiep een gebouw in neorussische stijl, dat verrees tussen 1875 en 1881. De officiële opening van het museum, verricht door tsaar Alexander III, volgde in 1894. Het interieur van het gebouw werd weelderig gedecoreerd door kunstenaars als Viktor Vasnetsov, Henryk Siemiradzki en Ivan Ajvazovski. In de Sovjetperiode verdween een groot deel van de muurschilderingen achter een laag pleister, maar tijdens een restauratie die tussen 1986 en 1997 plaatsvond herstelde men het museum in zijn oude glorie.
Tot de hoogtepunten uit de collectie behoren een aan de oever van de Wolga opgegraven sloep, Scythische gouden voorwerpen, berkenbastteksten uit Novgorod, zesde-eeuwse manuscripten en Russisch keramiek.
Een deel van de collectie wordt tentoongesteld in een ruimte in het nabijgelegen stadhuis van Moskou; daarnaast bevinden zich filialen van het museum in het Novodevitsji-klooster en de Kathedraal van de Voorbede van de Moeder Gods.